# Без образ (телесеріал)
Без образ (англ. No Offense) — британський кримінальний телесеріал режисера Пола Ебботта

## Синопсис
У телесеріялі йдеться про досвідчену поліціянтку Діну Ковальські, яка вже багато років працює у одному з поліційних відділів Манчестера. Підходячи до розслідування з усією серйозністю та працьовитість, вона робить все, щоб отримати довгоочікуване підвищення. І ось коли їй здається, що вона вже так близька до досягнення своєї мети, несподівано у її житті починається чорна смуга. Проста випадковість раптово обертається серйозною помилкою. В результаті всього один прорахунок коштував їй посади сержанта. А коли їй здається, що гірше вже не буде, починає руйнуватися й особисте життя.

## У ролях
- Елейн Кассіді[en] — Діна Ковальські, детектив-констебль
- Джоанна Скенлан[en] — Вів'єн Дірінґ, детектив-інспектор
- Александра Роуч[en] — Джой Фріірс, детектив
- Пол Ріттер — Рендольф Міллер, детектив
- Вілл Меллор[en] — Спайк Таннер, детектив-констебль
- Колін Селмон — Даррен Макларен, старший інспектор
- Сара Солемані[en] — Крістін Лікберґ, детектив-констебль
- Сера Чудрі[en] — Тіґан Томпсон, констебль
- Клер Рашбрук[en] — Мерилін Марчант, детектив-констебль
- Ніт Моган[en] — Тез Агмед, констебль
- Чук Сібтайн[en] — Кіт Панкані, сержант
- Конор Макніл[en] — Гевін
- Кейт О'Флінн[en] — Піп
- Філіп Макґінлі[en] — Боб Сіммонс
- Рістерд Купер[en] — Ґаскелл
- Ліза Макґрілліс — Керолайн Маккой

## Список епізодів
| Серія | Серія | Епізодів | Прем'єра        | Середня оцінка | Дата виходу DVD/Blu-ray | Дата виходу DVD/Blu-ray | Дата виходу DVD/Blu-ray | Дата виходу DVD/Blu-ray |
| Серія | Серія | Епізодів | Прем'єра        | Середня оцінка | Регіон 1                | Регіон 2                | Регіон 3                | Регіон 4                |
| ----- | ----- | -------- | --------------- | -------------- | ----------------------- | ----------------------- | ----------------------- | ----------------------- |
|       | 1     | 8        | 5 травня 2015   | 2.53           | Н/Д                     | 10 серпня 2015          | Н/Д                     | 6 квітня 2016           |
|       | 2     | 7        | 4 січня 2017    | 2.69           | Н/Д                     | Н/Д                     | Н/Д                     | Н/Д                     |
|       | 3     | 6        | 13 вересня 2018 | 2.00           | Н/Д                     | Н/Д                     | Н/Д                     | Н/Д                     |